# Dự luật số 89417-6, Nga

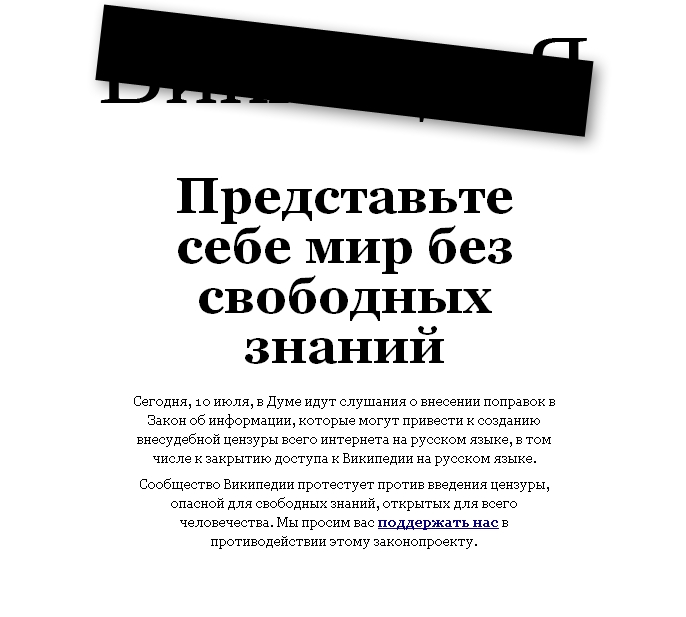
Wikipedia tiếng Nga bôi đen phản đối Dự luật số 89417-6, Nga vào ngày 10 tháng 7 năm 2012

Dự luật số 89417-6, Nga (tiếng Nga: Законопроект № 89417-6) là một dự luật đang được Duma Quốc gia xem xét vào năm 2012, có thể sẽ tạo ra một danh sách đen các trang internet có chứa nội dung bị cáo buộc là khiêu dâm trẻ em, tài liệu liên quan đến ma túy, tư liệu cực đoan, và nội dung bất hợp pháp khác ở Nga. Nó cũng đề xuất một số thay đổi khác trong quy định của pháp luật, bao gồm cả trách nhiệm đối với các nhà cung cấp dịch vụ viễn thông không bảo vệ trẻ em. Một số nhà phê bình bày tỏ lo ngại rằng dự luật có thể được sử dụng để kiểm duyệt Internet. Một số người khác lưu ý rằng sẽ rất tốn kém, như bằng văn bản, có nhiều vấn đề kỹ thuật tiêu cực sẽ tác động đến việc sử dụng internet hợp pháp.
Theo RIA Novosti, Liên đoàn an ninh mạng Nga thúc đẩy dự luật sau khi tuyên bố đã phá một đường dây ấu dâm có cơ sở trên mạng internet.
Dự luật này đã được trình trong Duma Quốc gia vào ngày 07 tháng 6 năm 2012. Đợt tường trình thứ nhất là ngày 06 tháng bảy 2012 và lần thứ hai là ngày 10 tháng 7 năm 2012. 
Vào ngày của lần tường trình thứ hai, Wikipedia tiếng Nga đã tổ chức một cuộc biểu tình bằng cách đóng cửa trang web của mình. 